# Arthur Hill
Arthur Edward Spence Hill (* 1. August 1922 in Melfort, Saskatchewan; † 22. Oktober 2006 in Los Angeles, Kalifornien) war ein kanadischer Theater-, Film- und Fernsehschauspieler.

## Leben
Arthur Hill wuchs als Sohn eines Juristen in seinem Geburtsort auf. Während des Zweiten Weltkriegs diente er in der Royal Canadian Air Force. Nach Kriegsende begann er ein Jurastudium an der University of British Columbia. In dieser Zeit nahm er bereits kleinere Jobs bei der Canadian Broadcasting Corporation als Hörspielsprecher wahr. Nach Beendigung seines Studiums absolvierte er eine Schauspielausbildung in Seattle. 
1942 heiratete er seine Schauspielkollegin Peggy Hassard, mit der er 1948 nach Großbritannien zog, wo er eine Theaterkarriere startete. Im selben Jahr gab er in London sein Theaterdebüt in dem Stück Home of the Brave von Arthur Laurents. Bekannter wurde er durch seine Mitwirkung in Thornton Wilders The Matchmaker in der Rolle des „Cornelius Hackl“. In dieser Rolle gab er 1957 auch sein Broadway-Debüt. Nebenbei arbeitete er für Rundfunk und Film. 1958 kehrte er mit seiner Frau in die Vereinigten Staaten zurück.
1963 erhielt er einen Tony Award als „Bester Hauptdarsteller“ für seine Verkörperung des George in der ursprünglichen Broadway-Fassung von Wer hat Angst vor Virginia Woolf?, mit der er im Jahr zuvor großen Erfolg gehabt hatte. Auch seine Bühnenpartnerin Uta Hagen wurde als „Beste Hauptdarstellerin“ ausgezeichnet. In der Verfilmung von 1966 spielten Elizabeth Taylor und Richard Burton diese Rollen. 
In den 1960er Jahren begann Arthur Hill regelmäßig in Hollywood zu arbeiten. Seine bekannteste Filmhauptrolle spielte er 1971 in Michael Crichtons Andromeda – Tödlicher Staub aus dem All als Dr. Jeremy Stone, dem Leiter des Forscherteams. Weitere bekannte Filme mit ihm waren Ein Fall für Harper (1966) mit Paul Newman in der Hauptrolle, The Chairman (1969), Futureworld (1976) und Die Brücke von Arnheim (1977). Oftmals spielte er intelligente und zurückhaltende Charaktere, neben einigen Hauptrollen vor allem in wichtigen Nebenrollen.
Seinen größten Fernseherfolg hatte er mit der Serie Owen Marshall – Strafverteidiger (Owen Marshall: Counselor at Law), in der er von 1971 bis 1974 die Titelrolle spielte. Als sein Assistent trat Lee Majors in der Serie auf. 1976 spielte er in zwei Folgen der Familienserie Unsere kleine Farm Charles Ingalls’ (Michael Landon) Vater Lansford Ingalls. Seinen letzten Fernsehauftritt hatte er 1990 in einer Episode der Krimiserie Mord ist ihr Hobby.  
1990 beendete Arthur Hill seine künstlerische Laufbahn. Seine Frau starb 1998, er selbst 2006 in einem Pflegeheim in Pacific Palisades (Los Angeles) nach einer langjährigen Alzheimer-Erkrankung. Neben seiner zweiten Ehefrau hinterließ Hill einen Sohn.

## Filmografie (Auswahl)
- 1955: Lockende Tiefe (The Deep Blue Sea)
- 1961–1964: Preston & Preston (The Defenders, Fernsehserie, 3 Folgen)
- 1965: Der Schuß (Moment to Moment)
- 1966: Ein Fall für Harper (Harper)
- 1966: Kobra, übernehmen Sie (Mission: Impossible, Fernsehserie)
- 1966–1969 FBI (The F.B.I., Fernsehserie, 5 Folgen)
- 1967: Auf der Flucht (The Fugitive, Fernsehserie)
- 1968: Petulia
- 1969: Der gefährlichste Mann der Welt (The Most Dangerous Man in the World / The Chairman)
- 1971: Andromeda – Tödlicher Staub aus dem All (The Andromeda Strain)
- 1971–1974 Dr. med. Marcus Welby (Marcus Welby, M.D., Fernsehserie, 3 Folgen)
- 1973: Die Feuerprobe (Ordeal)
- 1971–1974 Owen Marshall – Strafverteidiger (Owen Marshall: Counselor at Law, Fernsehserie, 70 Folgen)
- 1975: Die Killer-Elite (The Killer Elite)
- 1976: Futureworld – Das Land von Übermorgen (Futureworld)
- 1976: Richter Hortons größter Fall (Judge Horton and the Scottsboro Boys)
- 1976: Unsere kleine Farm (Little House on the Prairie, Familienserie, 2 Folgen)
- 1977: Die Brücke von Arnheim (A Bridge Too Far)
- 1979: Der Champ (The Champ)
- 1979: Ich liebe dich – I Love You – Je t’aime (A Little Romance)
- 1979: Butch und Sundance – Die frühen Jahre (Butch and Sundance: The Early Days)
- 1980: Hagen (Fernsehserie, 3 Folgen)
- 1980: Die Rache der Frauen von Stepford (Revenge of the Stepford Wives, Fernsehfilm), auch Terror in New York
- 1981: Der zweite Mann (The Amateur)
- 1981: Schmutzige Tricks (Dirty Tricks)
- 1982: Das Zukunftsbaby (Tomorrow’s Child)
- 1983: Das Böse kommt auf leisen Sohlen (Something Wicked This Way Comes)
- 1983: Sein Freund, der Roboter (Prototype)
- 1984: Der Wächter (The Guardian)
- 1984–1985: Glitter (Fernsehserie, 14 Folgen)
- 1984–1990: Mord ist ihr Hobby (Murder, She Wrote, Fernsehserie, 2 Folgen)
- 1985: Wenn Träume wahr wären (One Magic Christmas)
- 1986: Perry Mason und die eigensinnige Nonne (The Case of the Notorious Nun, Fernsehfilm)
- 1986: Frohe Weihnachten, Mrs. Kingsley (Christmas Dove)
- 1990: Columbo: Mord nach Termin (Agenda for Murder, Fernsehreihe)